# Hans-Thilo Schmidt
Hans-Thilo Schmidt (13 de maio de 1888 – 1943), nome de código Asché ou Fonte D, foi um espião que, durante a década de 1930, vendeu segredos sobre a Máquina Enigma alemã aos franceses. Os materiais que entregou facilitaram ao matemático Polaco Marian Rejewski a reconstrução do esquema de ligações dos rotores e reflector da máquina de cifrar - e daí os polacos serem capazes de ler durante essa década uma grande parte do tráfego de mensagens alemão que a Enigma pretendia ocultar.

## A venda dos segredos da Enigma
No início da década de 1930, Schmidt era empregado no quartel-general das Forças Armadas Alemãs, na secção de criptografia, o Gabinete de Cifras. Pouco depois da versão militar da Máquina Enigma ser introduzida, contactou os serviços secretos franceses e ofereceu-se para entregar informações sobre a nova máquina. A sua oferta foi aceite pelo capitão Gustave Bertrand dos serviços secretos franceses, e recebeu o nome de código Asché.
Nos anos seguintes, até deixar o cargo na Alemanha, encontrou-se com agentes franceses em vários países europeus, e entregou-lhes cópias do manual de instruções da Máquina Enigma, modos de funcionamento e operação, e listas de esquemas adoptados para configuração da máquina. Mesmo com esta informação, os serviços secretos franceses não conseguiram decifrar mensagens criptografadas pela Enigma, devido à elevada complexidade e número de soluções possíveis. Também os criptonalistas britânicos contactados por Bertrand não conseguiram fazer avanços.
Em dezembro de 1932, Bertrand partilhou as informações secretas obtidas de Asché com o gabinete polaco de decifração, o Biuro Szyfrów. O matemático e criptólogo Marian Rejewski estabeleceu um sistema de equações para o esquema secreto de ligações do rotor da Enigma. A lista de valores para a chave dada por Schmidt ajudou a preencher os valores desconhecidos na fórmula de Rejewski e possibilitando resolver o sistema de equações e recuperar o modo como as ligações eram feitas. Com isso feito, os polacos conseguiram ler as mensagens que os alemães julgavam ser indecifráveis durante cerca de sete anos até rebentar a Segunda Guerra Mundial, e mesmo já durante a guerra, em França.
Num ensaio realizado em Janeiro de 1938 durante duas semanas, resolveram e leram do início ao fim cerca de 75% de todas as mensagens da Wehrmacht interceptadas: um feito notável, considerando que parte delas eram incompletas devido a interferências.
Depois da batalha de França, o agente francês que tinha ficado encarregue do caso de Schmidt, um nativo alemão chamado Stallmann que usava o nome "Rodolphe Lemoine" e o nome de código "Rex" foi preso pela Gestapo e traiu Schmidt como espião francês. Schmidt foi preso em 1 de Abril de 1943, e em Setembro desse ano a sua filha foi chamada a identificar o seu corpo; segundo conta é possível que Schmidt tenha cometido suicídio.